# Escola Secundária Pui Ching (Macau)
Escola Secundária Pui Ching, Macau (chinês tradicional: 澳門培正中學; em inglês:  Pui Ching Middle School) era uma escola ramo da Escola Secundária Pui Ching de Cantão (Guangzhou Pui Ching Middle School). Em 1938, os japoneses invadiram a China. Todos os professores e estudantes de Pui Ching Guangzhou tiveram que mudar-se para Macau, para fugir da guerra. Durante o período em que permaneceram em Macau, deram início à escola na cidade. Este foi considerado o início de Pui Ching em Macau.

## Alunos notáveis
- Leong Lai — Diretor da Direcção dos Serviços de Educação e Juventude (DSEJ)[2]
- Sou Chio Fai — Diretor do Gabinete de Apoio ao Ensino Superior (GAES)[3]
- Ho Lai Chun da Luz — ex-presidente do Instituto Cultural (IC) e conselheiro do Secretário para os Assuntos Sociais e Cultura (SASC) de Macau
- Joseph Koo — compositor de Hong Kong
- Lei Chun — compositor de Hong Kong

## Galeria

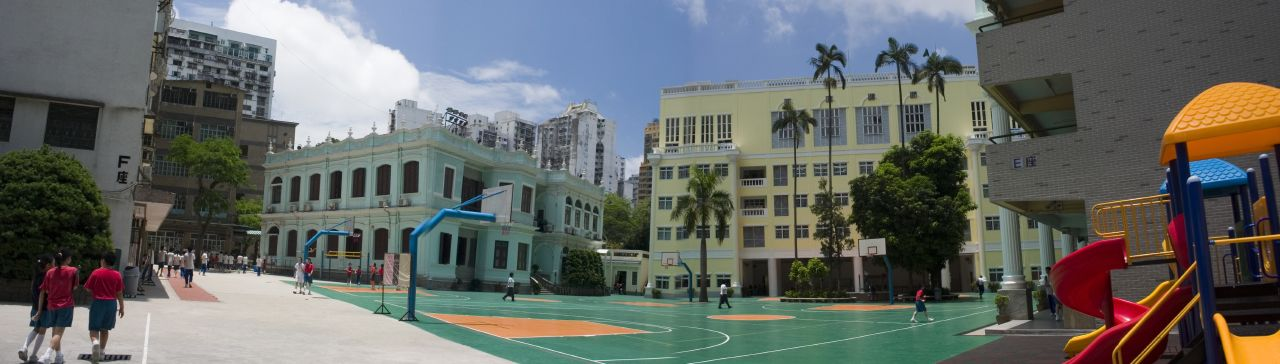
Foto panorâmica II
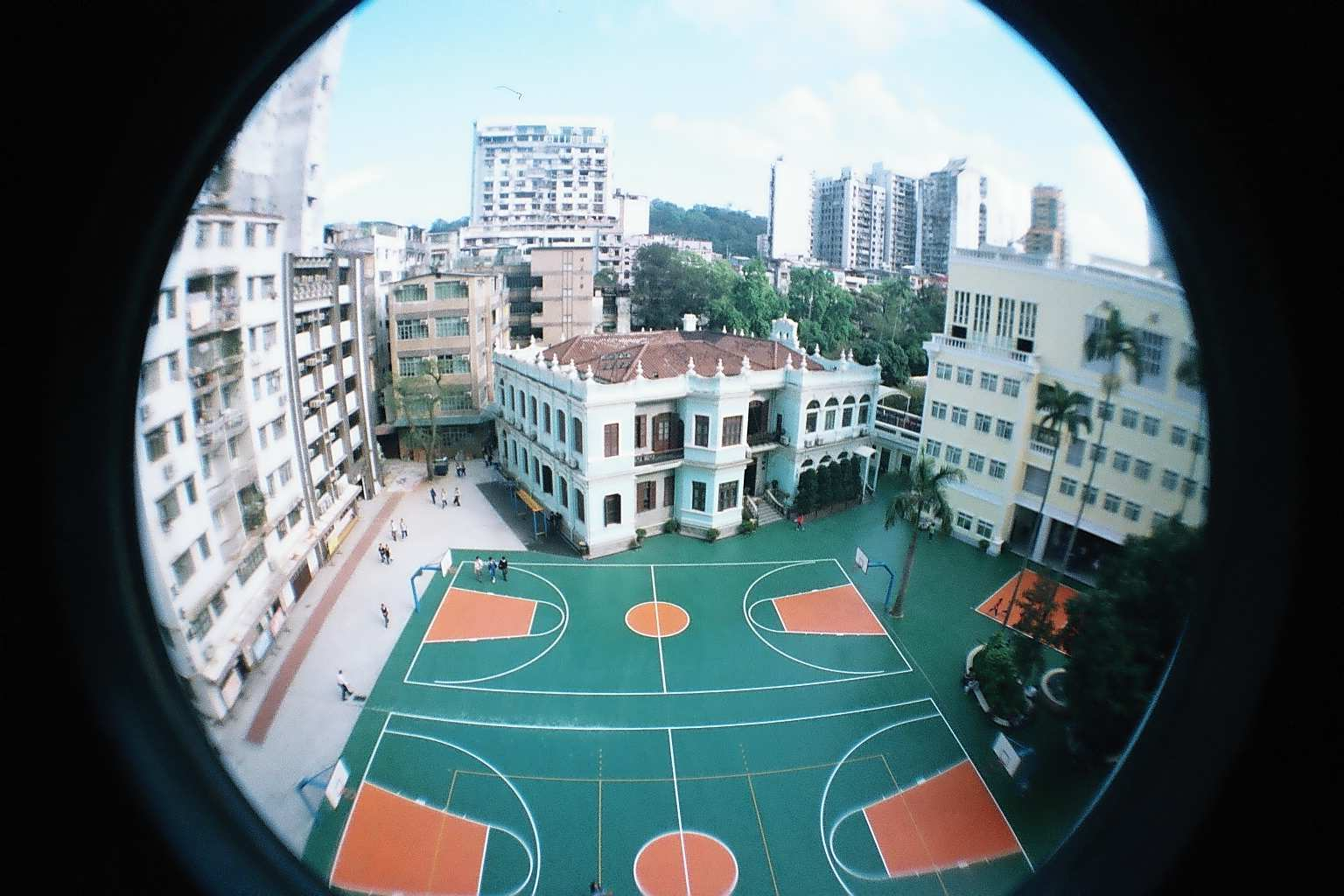
Com vista do 5.º andar
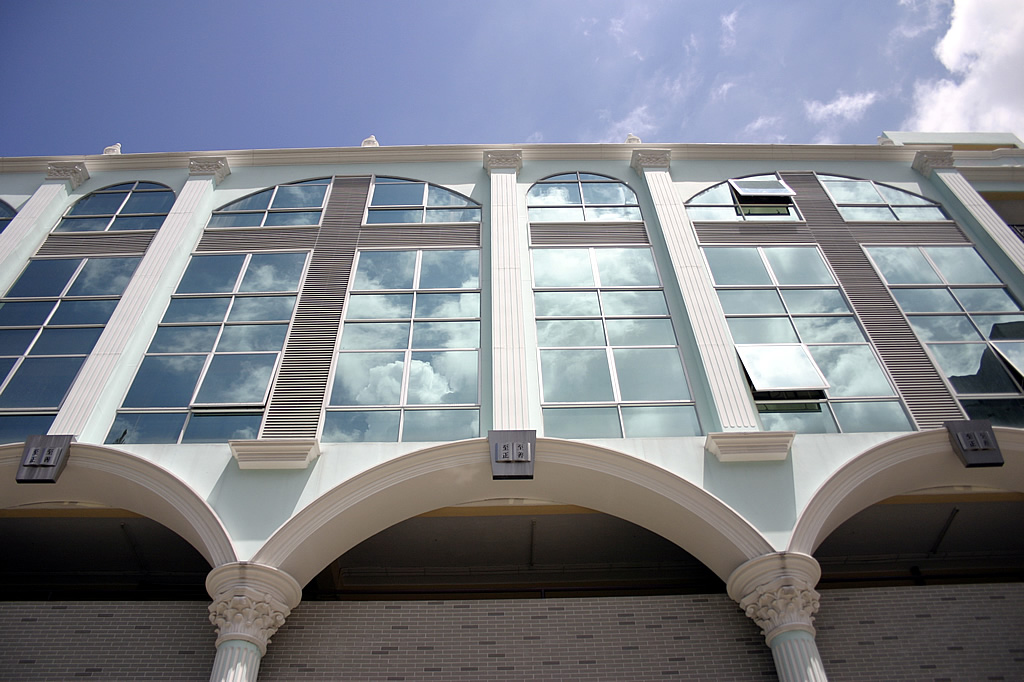
Bloco E após recondicionamento